# Němý Bobeš
Němý Bobeš aneb Český Tarzan je v pořadí pátá divadelní hra na repertoáru Divadla Járy Cimrmana. Autory jsou Zdeněk Svěrák a Ladislav Smoljak, jako spoluautor (resp. původní autor) je uváděn rovněž fiktivní český vynálezce, filosof a dramatik Jára Cimrman. Hra měla premiéru 24. listopadu 1971 v Malostranské besedě v Praze a do 30. června 2009 se uskutečnilo celkem 804 představení.
Název hry je parodií na knihu pro děti od Josefa Věromíra Plevy Malý Bobeš. Úryvky ze hry se objevily ve filmu Nejistá sezóna.

## Obsah hry

### Pojetí
Na rozdíl od většiny ostatních her není tato členěna na dvě samostatné části – odborné referáty a následnou souvislou ukázku z Cimrmanova zrekonstruovaného díla. V této hře je divákům ukázán celý náročný proces rekonstrukce a ze hry Němý Bobeš jsou používány krátké ukázky, které tento proces dokumentují. Pro srovnání jsou scény ze hry často provedeny ve dvou variantách – podle rekonstrukce vídeňského cimrmanologa profesora Fiedlera a následně ve (samozřejmě správnější a autentičtější) variantě podle rekonstrukce provedené týmem Divadla Járy Cimrmana. Odlišnosti v obou pojetích plynou zejména z toho, že naprostá většina původního textu je nečitelná, neboť Cimrmanův soused Padevět na něm opakovaně sušil houby, a je tedy potřeba mnoho domýšlet a dovozovat. Fiedler se pak nechává zmást i tím, že Cimrman svou hru psal na hlavičkový papír firmy Hurych a synové, parní mlýny.
Hra Němý Bobeš je světovým unikátem ve způsobu, jakým Cimrman používal retrospektivu – výjimkou nejsou trojnásobná nebo dokonce čtyřnásobná retrospektivní vnoření. To ve své badatelsky cenné kritice „S vraným koněm do Vraného“ reflektoval sám Jan Neruda, který však tento převratný prvek hodnotil rozpačitě, neboť se v ději ztrácel.
V repertoáru Divadla Járy Cimrmana jde o hru, která má nezvykle mnoho postav. Původní Cimrmanova hra měla dle slov v úvodním semináři postav 15, toto číslo pravděpodobně zahrnuje také cestujícího Jeřábka a sedláky Wolfa, Schmieda a Krugeho, jejichž výstupy jsou vypuštěny, a němou roli chlapce ženoucího obruč, kterou ztvárňuje představitel Bobše. Z původních 15 postav se tedy v úryvcích objeví (včetně němé role chlapce s obručí) jen 11, resp. 12 postav, jelikož Marta v přestrojení za sluhu je uváděna jako postava samostatná. Vzhledem k tomu, že v představení jsou prezentovány i úryvky nezdařené rekonstrukce profesora Fiedlera, je třeba počítat i s postavou vodníka a případně i s papouškem, který však není představován živým hercem a jeho hlas je pouštěn z nahrávky. Ve skutečnosti proto neplatí informace z úvodního semináře, že bylo nutné přidělit 15 postav 5 hercům, v praxi je přerozdělováno (včetně němé role chlapce s obručí, ale bez papouška) 11–13 postav (v závislosti na tom, zda chápeme Martu se sluhou a Wassermana s vodníkem za jednu, či dvě postavy) mezi 6 herců. V úvodním semináři je zanedbáno, že Papouška a baronovu matku nehraje nikdo z „vědeckých pracovníků“, ale herec z řad techniků.
Fakt, že někteří herci musí z důvodu vysokého počtu postav hrát dvě i více rolí, je v úvodním semináři předeslán i z toho důvodu, aby nedošlo k mylnému dojmu, že se např. hajný Mikovec přestrojil za barona Grünbacha. Zároveň je tím před diváky oddálena závěrečná pointa, že sluha, hraný představitelem Marty, je skutečně přestrojená Marta.
Původní Cimrmanova hra byla zřejmě pojata velmi extenzivně, neboť obsahuje řadu rozsáhlých odboček nesouvisejících příliš s hlavní dějovou linií (což bylo zjištěno i přesto, že se dochovalo odhadem jen asi 5 % textu). Těmito pasážemi badatelé diváka nechtějí zatěžovat, takže je na rozdíl od kolegy Fiedlera zmiňují jen letmo – konkrétně jde o rozhovor tří chalupníků Krugeho, Schmidta a Wolfa (Fiedlerem rekonstruovaný), o seznamování s vlastivědnými zajímavostmi na cestě vlakem do Grünbachu a zejména o ubíjející vyprávění obchodního cestujícího Jeřábka o jeho hororových a erotických zážitcích („nuda nuda, šeď šeď“). Fiedler se navíc v závěru své rekonstrukce nechal úplně vykolejit replikou „První kolo, a hned Premiér“ – usuzuje, že Bobeš vyhrál první kolo zemských voleb a stává se předsedou vlády. 

### Semináře
Představení obsahuje přednášky na tato témata:
- Dopis Jaroslavy Kozákové z Přelouče (přednáší zpravidla představitel Mikovce ad.)
- Houbová kalamita roku 1911 (Farář)
- Něco o lovu zmijí (Farář, resp. dialog Mikovec–Farář)
- Dobová kritika z pera Jana Nerudy (Marta)
- Výzvědná činnost Marty Kuncové v konopišťské oboře (Lékař)
- Cimrman jako bylinný léčitel (Lékař)
- Co všechno vynecháme (Mikovec nebo Bobeš)
- Cimrman jako majitel uhelného dolu Marcela (Farář)
- Herecká příprava představitele titulní role (Mikovec a Bobeš)

### Děj
Vlastní děj hry Němý Bobeš byl českými cimrmanology zrekonstruován takto:
Vesnický farář a vesnický lékař pojímají (pro její vyhýbání se očkování) podezření, že se něco stalo s Martou, ženou hajného Mikovce – koneckonců ji nikdo neviděl už sedmnáct let, a kdykoliv ji někdo hledá v hájovně, vždycky je údajně na malinách. Farář a lékař Mikovce navštíví a ten se pod jejich nátlakem přiznává, že ženu vyhnal, neboť v době, kdy bojoval v prusko-rakouské vojně, otěhotněla s pruským poručíkem baronem von Grünbach. Syna pak Marta pohodila v lese a vychovaly jej srny – je proto němý, plachý a má zvířecí návyky, pročež ho Mikovec ukrývá na půdě hájovny.
Když Mikovec syna (zvaného Bobeš) návštěvníkům ukáže a naznačí, že na něm nijak nelpí, ti se rozhodnou, že se s ním vypraví do Grünbachu za baronem, protože lékař předpokládá, že psychický otřes způsobený setkáním se skutečným otcem by mohl vyléčit Bobšovu němotu. To se také skutečně podaří, a nejen to – na baronově zámku zjišťují, že zde žije i Marta, převlečena za komorníka. Hra tak končí happyendem – otec, matka a syn jsou opět pohromadě, Bobšův handicap je odstraněn a hajný Mikovec, kterému se po Bobšovi začalo stýskat a dorazil právě do Grünbachu za nimi, získává místo hajného v baronových lesích.

### Zajímavost
Jedna z postav Němého Bobše, vesničan Papoušek, v průběhu hry umírá. Jde o jedinou z 15 her Divadla Járy Cimrmana, kde některá z lidských postav v průběhu hry zemře. Jde ovšem o postavu zcela okrajovou a její smrt má komický charakter. Ve filmu Nejistá sezóna je zobrazena geneze této scény.

## Obsazení
Současné obsazení je uvedeno tučně, předchozí obsazení kurzívou.
| Role           | Role                                                              | Herci |
| Úvodní seminář | Hra                                                               | Herci |
| -------------- | ----------------------------------------------------------------- | --- |
| přednášející   | lékař                                                             | Genadij Rumlena* 9 10 11 12, Zdeněk Svěrák 1 2 4 5 7 8 Oldřich Unger † 3, Pavel Vondruška † 5, Jan Klusák, Jiří Menzel †                                            |
| přednášející   | farář                                                             | Petr Reidinger 10 11 12 Jaroslav Weigel † 4 5 6 8, Oldřich Unger † 1 2, Jan Hraběta 4 5 7                                                                           |
| přednášející   | hajný Mikovec; baron Walter von Grünbach; havíř Wasserman; vodník | Miloň Čepelka 1 2 3 4 5 8*** 9 10 11 12 Ladislav Smoljak † 4 5** 7 8                                                                                                |
| přednášející   | Marta/sluha; hostinský                                            | Petr Brukner 5 8 11, Marek Šimon 10 12 Bořivoj Penc † 5** 7 8***, Jaroslav Vozáb † 4 5, František Petiška † 1 2 3                                                   |
| přednášející   | Bobeš; chlapec ženoucí obruč*****                                 | Robert Bárta 10 11 12, Zdeněk Škrdlant Genadij Rumlena 7, Petr Brukner 1 2 3 4, Václav Kotek † 5 8, Pavel Vondruška †                                               |
| –              | vesničan Papoušek; baronova matka                                 | Michal Weigel 7 8 10 11 12, Marek Šimon Jan Kašpar † 5 8***, Jan Hraběta 4, Josef Koudelka 3, Andrej Krob, Václav Kotek †, František Malota 1, Jindřich Holna † 1 2 |
| –              | papoušek                                                          | rekvizita a nahraný hlas |

- 1 – alternace z audionahrávky kolující po webu (1971)
- 2 – alternace z audionahrávky kolující po webu – polovina 70. let 20. stol.
- 3 – alternace z audionahrávky kolující po webu (1976)
- 4 – alternace z úryvku ve filmu Nejistá sezóna (1987)****
- 5 – alternace z desky Supraphonu (1988) - Petr Brukner, Pavel Vondruška a Jan Hraběta vystupují pouze v přednáškách
- 6 – alternace z úryvku předvedeném v představení Cimrman sobě (1991) – pouze přednáška o hornictví
- 7 – alternace z audiovizuální nahrávky ČT (1997)
- 8 – alternace z úryvku předvedeném v představení 30 let Divadla Járy Cimrmana (1997)
- 9 – alternace z úryvku předvedeném v představení 40 let Divadla Járy Cimrmana (2007) – pouze první obraz hry
- 10 – alternace z audionahrávky kolující po webu (2021)
- 11 – alternace z audionahrávky kolující po webu (2021)
- 12 – alternace z audiovizuální nahrávky kolující po webu (2023)
- * v historii hry je již druhým hercem, který původně hrál titulní roli, tedy Bobše. Prvním takovým byl Pavel Vondruška
- ** Ladislav Smoljak kromě přednášky pouze role barona; Bořivoj Penc pouze role hostinského
- *** Miloň Čepleka pouze role vodníka; Bořivoj Penc pouze role hostinského; Jan Kašpar pouze role papouška
- **** hajného Mikovce hraje Ladislav Smoljak, přednášejícím je ovšem Miloň Čepelka; faráře hraje Jaroslav Weigel, ale přednášku o hornících přednáší Jan Hraběta
- ***** němá role